# 羅海德 (加利福尼亞州)
羅海德（英語：Rawhide）是位於美國加利福尼亞州普萊瑟縣的一個非建制地區。該地的面積和人口皆未知。

## 地理
羅海德的座標為39°12′01″N 120°44′42″W / 39.20028°N 120.74500°W，而該地的平均海拔高度為633米（即2175英尺）。